# بوزكديك (جليكخان)
بوزكديك (بالكردية: Koltik‏) (بالتركية: Bozgedik)‏ هي قرية كرديّة رشوانيّة تتبع إداريّاً لمديرية جليكخان في محافظة أديامان التركية، بلغ عدد سكانها 83 نسمة في عام 2021 ويتبعها نجوع دوزآغاج وقره مان.